# Berniniella setilonga
Berniniella setilonga är en kvalsterart som beskrevs av Iturrondobeitia och Saloña 1988. Berniniella setilonga ingår i släktet Berniniella och familjen Oppiidae. Inga underarter finns listade.